# Sony Ericsson Open 2007
Sony Ericsson Open 2007 — профессиональный теннисный турнир, в 23-й раз проводившийся в Ки-Бискейне, Майами на открытых хардовых кортах. Мужской турнир входил в серию ATP Masters, а женский — в серию турниров 1-й категории WTA.
Соревнования были проведены на кортах Tennis Center at Crandon Park, с 21 марта по 1 апреля 2007 года.
Прошлогодними чемпионами являются:
- мужчины одиночки —  Роджер Федерер
- женщины одиночки —  Светлана Кузнецова
- мужчины пары —  Йонас Бьоркман /  Максим Мирный
- женщины пары —  Лиза Реймонд /  Саманта Стосур

## Соревнования

### Мужчины. Одиночный турнир
Новак Джокович обыграл  Гильермо Каньяса со счётом 6-3, 6-2, 6-4.
- Джокович выигрывает свой 2й в сезоне и 4й за карьеру одиночный титул на соревнованиях тура ассоциации.
- Джокович выигрывает свой 1й титул на турнирах серии Masters.
- Каньяс выходит в свой 2й в сезоне и 15й за карьеру одиночный финал на соревнованиях тура ассоциации.

### Женщины. Одиночный турнир
Серена Уильямс обыграла  Жюстин Энен со счётом 0-6, 7-5, 6-3.
- Уильямс выигрывает свой 2й одиночный турнир в сезоне и 28й за карьеру в туре ассоциации.
- Энен выходит в свой 3й в сезоне и 47й за карьеру одиночный финал на соревнованиях тура ассоциации.

### Мужчины. Парный турнир
Боб Брайан /  Майк Брайан обыграли  Мартина Дамма /  Леандера Паеса со счётом 6-7(7), 6-3, [10-7].
- Братья Брайаны выигрывают свой 3й в сезоне и 36й за карьеру совместный парный титул на соревнованиях ассоциации.

### Женщины. Парный турнир
Лиза Реймонд /  Саманта Стосур обыграли  Кару Блэк /  Лизель Хубер со счётом 6-4, 3-6, [10-2].
- Реймонд выигрывает свой 3й в сезоне и 63й за карьеру парный титул на соревнованиях тура ассоциации.
- Стосур выигрывает свой 3й в сезоне и 20й за карьеру парный титул на соревнованиях тура ассоциации.